# Championnat de Bulgarie de football 1928
Navigation
Saison précédente Saison suivante
La saison 1928 du championnat de Bulgarie de football était la 4e édition du championnat de première division en Bulgarie. Cinq clubs seulement prennent part à la compétition, qui se déroule sous forme de coupe avec match simple.
Le SK Vladislav Varna, double tenant du titre, perd en finale face au PFC Slavia Sofia sur le score de 4 buts à 0.

## Les 5 clubs participants
| - PFC Slavia Sofia - Levski Plovdiv - SK Vladislav Varna - Maria Luisa Lom - Levski Ruse |

## Compétition

### Quarts de finale
| Équipe 1        | Résultat | Équipe 2         |
| --------------- | -------- | ---------------- |
| Maria Luisa Lom | 0 - 4    | PFC Slavia Sofia |

### Demi-finale
| Équipe 1           | Résultat | Équipe 2       |
| ------------------ | -------- | -------------- |
| SK Vladislav Varna | 5 - 1    | Levski Ruse    |
| PFC Slavia Sofia   | 4 - 0    | Levski Plovdiv |

### Finale
| Équipe 1         | Résultat | Équipe 2           |
| ---------------- | -------- | ------------------ |
| PFC Slavia Sofia | 4 - 0    | SK Vladislav Varna |

## Bilan de la saison
| Championnat de Bulgarie de football 1928 |                              |
| Champion                                 | PFC Slavia Sofia (1er titre) |
| Promotions et relégations                |                              |
| Promus en Vissha PFL                     | Aucun                        |
| Relégués en B PFL                        | Aucun                        |